# كيتوي يونايتد
كيتوي يونايتد هو فريق كرة قدم زامبي يلعب في الدوري الزامبي الدرجة الثانية.